# Sarah Sheppard Ensemble
Il Sarah Sheppard Ensemble è un gruppo musicale con sede a Bologna, fondato nel 1995 da Sergio Turra e Oreste Palamara. Esegue concerti di musica barocca (con alcuni brani anche in vocalese), classica moderna e spiritual.

## Storia
Il gruppo è stato fondato a Bologna, nel 1995 da Sergio Turra (Direttore Musicale), diplomato in Pianoforte e Musica Corale e Direzione di Coro, pianista, organista e arrangiatore, e da Oreste Palamara (Direttore Artistico), cantante solista e responsabile dell’organizzazione e dell’immagine del gruppo.
Il Sarah Sheppard Ensemble, tra gli oltre 500 coristi che vi hanno cantato nel corso degli anni, ha avuto persone di 40 diverse nazionalità e culture da tutti i continenti, svolgendo così anche una funzione di aggregazione e scambio culturale, specialmente tra i giovani studenti italiani e stranieri.

## Attività
La maggior parte dei brani spiritual e gospel sono stati arrangiati da Sergio Turra e Oreste Palamara, che hanno anche composto dei brani originali.
Il gruppo ha inizialmente istituito un laboratorio corale, avvalendosi anche dell’opera di alcuni collaboratori esterni, fra cui le cantanti americane Candace Smith e Laverne Jackson, per tenere lezioni collettive di musica e di canto mirate in particolare all'acquisizione delle tecniche vocali tipiche della musica gospel.
Fino a ora il Sarah Sheppard Ensemble ha eseguito più di 150 concerti in Italia e nel Regno Unito. Alcuni concerti sono stati trasmessi dal vivo da emittenti televisive locali.

## Discografia
- When the Saints... (SSS-005), 2004
- An International and Multicultural Group, (SSS-002), 2000
- Oh Happy Day, (SSS-001), 1997